# 伊藤晃 (フランス文学者)
伊藤 晃（いとう あきら、1927年10月4日 - 2008年3月8日）は、日本のフランス文学者、翻訳家。國學院大學名誉教授。

## 略歴
愛知県生まれ。1956年東京大学文学部仏文科卒業。同大学院修士課程修了、國學院大學文学部助教授、教授。1998年定年退任、名誉教授。
言語学、歴史学などの翻訳多数。

## 翻訳
- 『オストの町の癩者』（グザヴィエ・ド・メーストル、駿河台出版社） 1963
- 『レヴィ=ストロースの世界』（アルク誌編、青木保, 中林伸浩, 西江雅之, 田島節夫, 佐々木明, 遠山一行, 北沢方邦共訳、みすず書房） 1968
- 『ある未来の座標』（テイヤール・ド・シャルダン / C・キュエノ、周郷博共訳、春秋社） 1970
- 『言語学とは何か』（ジョルジュ・ムーナン、福井芳男, 丸山圭三郎共訳、大修館書店） 1970
- 『ソシュール 構造主義の原点』（ジョルジュ・ムーナン、福井芳男, 丸山圭三郎共訳、大修館書店） 1970
- 『フェルショー家の兄』（シムノン、筑摩書房、世界ロマン文庫）1970
- 『記号学入門』（G・ムーナン、福井芳男, 丸山圭三郎共訳、大修館書店） 1973
- 『レヴィ=ストロース 構造と不幸』（C・バケス=クレマン、松崎芳隆, 中村弓子共訳、大修館書店） 1974
- 『意味論とは何か』（G・ムーナン、福井芳男, 丸山圭三郎共訳、大修館書店） 1975
- 『月下の大墓地 / イギリス人への手紙』（ジョルジュ・ベルナノス、石川宏共訳、春秋社、ジョルジュ・ベルナノス著作集4） 1978
- 『翻訳の理論』（G・ムーナン、柏岡珠子, 福井芳男, 松崎芳隆, 丸山圭三郎共訳、朝日出版社） 1980
- 『ラルース言語学用語辞典』（J・デュボワ他、木下光一, 福井芳男, 丸山圭三郎他共訳、大修館書店） 1980
- 『詩学から言語学へ 妻ポモルスカとの対話』（ロマーン・ヤーコブソン, クリスチナ・ポモルスカ、国文社） 1983
- 『死と歴史 西欧中世から現代へ』（フィリップ・アリエス、成瀬駒男共訳、みすず書房） 1983
- 『グルメのフランス 一流給仕長の告白』（ベルナール・ソベルマン, アントワーヌ・ヴァンチュラ、福井芳男共訳、フランス語教育振興協会） 1989
- 『ラムネーの思想と生涯』（ルイ・ル・ギユー、春秋社） 1989
- 『現代人は何を信ずべきか 「技術環境」時代と信仰』（ジャック・エリュール、春秋社） 1989
- 『間違いだらけの言語論 言語偏見カタログ』（マリナ・ヤグェーロ、田辺保子共訳、エディション・フランセーズ） 1994
- 『ローマ皇帝の使者中国に至る 繁栄と野望のシルクロード』（ジャン=ノエル・ロベール、森永公子共訳、大修館書店） 1996
- 『あなたは預言を無視しますか 現代の預言者ヴァッスーラに聞く』（ジャック・ネランク、森永公子共訳、天使館） 1998
- 『歴史家の歩み』（フィリップ・アリエス、成瀬駒男共訳、法政大学出版局、叢書・ウニベルシタス） 1999